# Ad Vlot
Ad Vlot (1 november 1962 - Berkel en Rodenrijs, 18 april 2002) was hoogleraar aan de TU Delft, filosoof en columnist.

## Biografie
Na het behalen van zijn atheneum-B-diploma in 1981 aan de Gereformeerde Scholengemeenschap Randstad studeerde Vlot luchtvaart- en ruimtevaarttechniek aan de TU Delft. Tijdens zijn studententijd was hij lid bij de Vereniging van Gereformeerde Studenten te Delft waar hij in 1984/1985 de functie van abactis in het bestuur vervulde. In 1986 slaagde Vlot voor zijn doctoraal examen en in 1991 promoveerde hij (cum laude) op Low-velocity impact loading on fibre reinforced aluminium laminates (ARALL) and other aircraft sheet materials. Na zijn promotie was hij werkzaam aan de TU Delft, eerst als (hoofd)docent en vanaf 15 mei 2001 als hoogleraar vormgeving, fabricage en materialen voor luchtvaart en transport bij de faculteit Luchtvaart- en Ruimtevaarttechniek. Hij gaf leiding aan onderzoek naar hybride materialen en was betrokken bij de ontwikkeling van het luchtvaartmateriaal Glare.
Vlot was ook afgestudeerd in de wijsbegeerte en was bezig met een tweede proefschrift, Religie en techniek, dat hij door zijn ziekte en overlijden niet heeft kunnen voltooien. Hij zou Egbert Schuurman opvolgen als bijzonder hoogleraar reformatorische wijsbegeerte in Delft.
Vanaf 1998 was Vlot tevens columnist bij het Nederlands Dagblad en schreef daarin tweewekelijks; vanaf 1988 droeg hij artikelen en recensies bij aan die krant. Veertig columns werden postuum gebundeld in Techniek tegen het licht.
In januari 2002 werd Vlot ziek en in februari daarop kreeg hij te horen dat hij ongeneeslijk en ernstig ziek was. Hij werkte tijdens zijn ziekte samen met Schuurman aan de bundeling van geschriften die hun plaats vonden in Tijd voor de eeuwigheid. De techniek staat voor iets. Prof. dr. ir. A. Vlot overleed in april 2002, de bundeling verscheen postuum en had hij opgedragen aan zijn drie kinderen.